# Дела (граф Ампурьяса)
Дела́ (кат. Delà; умер в 894 или 895) — граф-соправитель Ампурьяса (862—894/895) и граф Жироны (889—890), представитель Ампурьясской династии.
Дела был сыном графа Ампурьяса и Руссильона Суньера I и братом графа Суньера II. На основании того, что в данных братьями хартиях подпись Делы всегда стояла раньше подписи Суньера, предполагается, что Дела был старшим из братьев. О жизни обоих братьев между 848 годом, датой гибели их отца, и 862 годом, когда Суньер II получил от короля Западно-Франкского государства Карла II Лысого власть над Ампурьясом, ничего не известно. Став владельцем графства, вакантного после смещения со своего поста маркграфа Готии Гумфрида, Суньер сделал Делу своим соправителем, возможно, передав брату часть своих полномочий. В качестве самостоятельного владетеля, без упоминания имени брата, Дела фигурирует в целом ряде хартий, что говорит о его значительной роли в управлении.
Наиболее важным событием совместного правления Суньера II и Делы было их участие в схизме Эсклуа, ставшей причиной политического и церковного кризиса в Испанской марке. Кризис начался с изгнания в 886 году Эсклуа с Урхельской кафедры новоизбранного епископа Ингоберта. Эсклуа смог совершить этот противоречащий законам церкви поступок благодаря помощи врагов Ингоберта, графов Ампурьяса Суньера II и Делы, а также графа Пальярса и графа Рибагорсы Рамона I. Захватив управление епископством Урхель, Эсклуа, по просьбе Суньера и Делы, изгнал в 888 году с кафедры епископа Жироны Сервуса Деи, ещё одного врага графов Ампуряса, и посвятил в местные епископы графского ставленника Эрмериха. Благодаря поддержке влиятельных каталонских владетелей, Эсклуа смог в течение нескольких лет управлять Урхельским епископством, несмотря на осуждение своих действий несколькими церковными соборами, собранными в поддержку изгнанных епископов архиепископом Нарбонны святым Теодардом, в архидиоцез которого входили епархии Каталонии. Однако в 889 году, видя бездеятельность в этих событиях графа Барселоны Вифреда I Волосатого, Суньер и Дела решили расширить свои владения за счёт земель, принадлежавших графу Вифреду: они захватили принадлежавшее ему графство Жирона, правителем которого был провозглашён Дела. В ответ в 890 году граф Барселоны изгнал графов Ампурьяса из Жироны и оказал помощь врагам Эсклуа. В течение следующих двух лет представители обеих сторон предпринимали различные меры, чтобы заручиться влиятельными союзниками, однако после того, как об осуждении Эсклуа заявили король Западно-Франкского королевства Эд и папа римский Формоз, перевес получили противники Эсклуа. На соборе, состоявшемся в 892 году в Сео-де-Уржеле, все духовные и светские лица, замешанные в схизме, были осуждены: Эсклуа, вместе с поставленным им Эрмерихом Жеронским, сложил с себя сан епископа, графы Суньер II, Дела и Рамон I, возможно, были отлучены от церкви, но сохранили все свои владения.
Граф Дела умер в 894 или 895 году. От брака с Кишол (Хинтол) он имел только двух дочерей:
- Рамло[кат.] (умерла в 960/962) — аббатиса монастыря Сан-Хуан-де-лас-Абадесас[англ.] (955—960/962)
- Вигилия[кат.] (Виргилия) (умерла в 957) — конкубина графа Сердани и Бесалу Миро II Младшего (умер в 927)